# تن‌گوسا

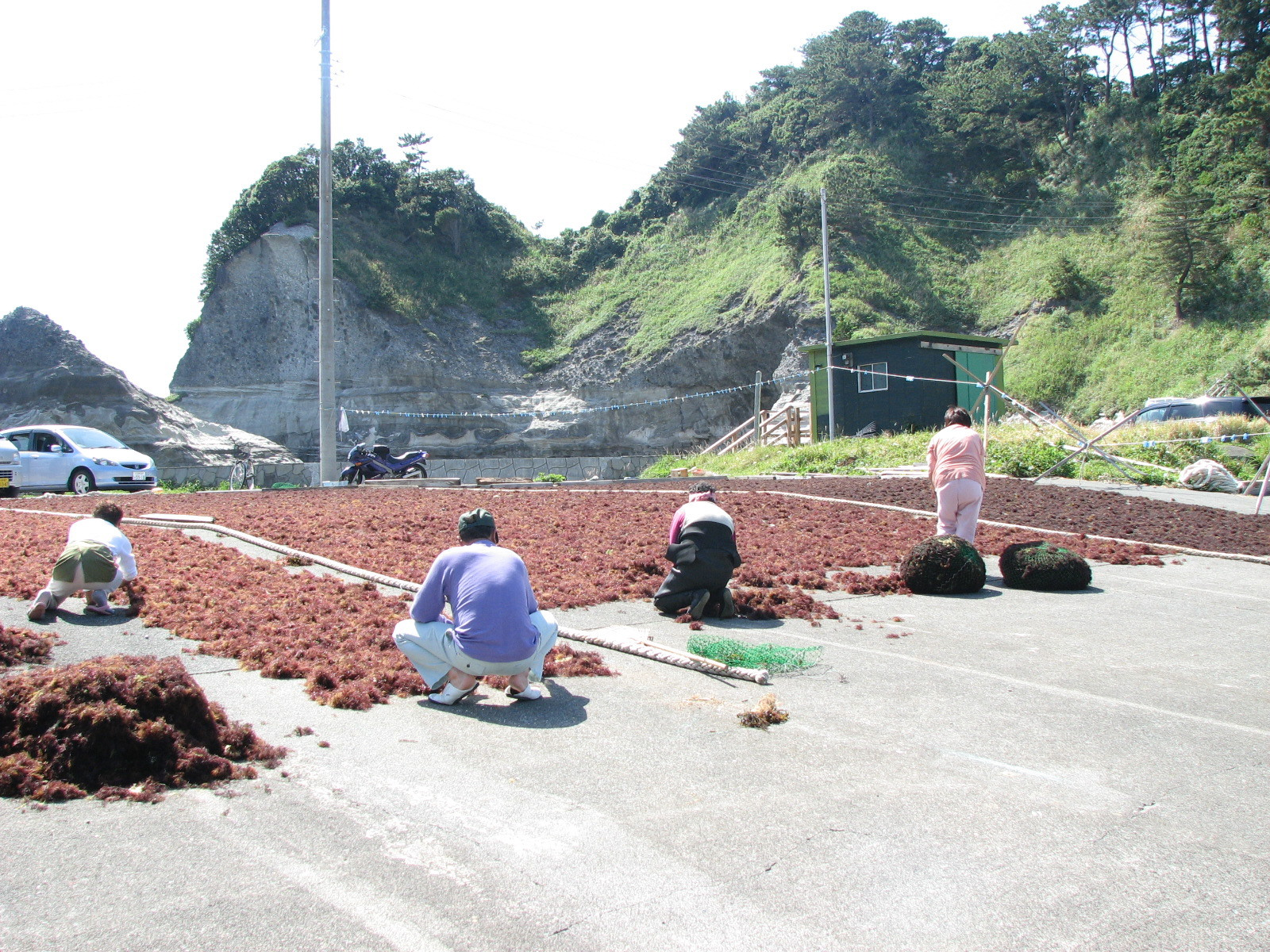
کارگران در حال پاک کردن تن گوسا

تن گوسا (به ژاپنی: テングサ Tengusa) (نام علمی: Gelidiaceae) نام یک تیره کوچک از جلبک‌های قرمز است. رنگ آن به رنگ بنفش است که در اثر شستن به رنگ سفید در می‌آید. در دوره ادو در منطقهٔ ایزو به عنوان کود مصرف می‌شد اما در سال ۱۹۲۲ مصرف آن به عنوان کود ممنوع شد و از آن پس به عنوان مادهٔ غذایی بکار می‌رود. در حال حاضر برای ساختن آگار (یک نوع ژلاتین) و تورون‌تن (یک نوع مادهٔ غذایی رشته‌ای و ژله مانند) بکار می‌رود.